# Gladiola (film 1915)
Gladiola è un film muto del 1915 diretto da John H. Collins.

## Produzione
Il film fu prodotto dalla Edison Company.

## Distribuzione
Il copyright del film, richiesto dalla Thomas A. Edison, Inc., fu registrato il 1º ottobre 1915 con il numero LP6546. Distribuito dalla General Film Company, il film uscì nelle sale cinematografiche statunitensi il 15 ottobre 1915.